# Черновецкий сельсовет
Чернове́цкий сельсовет — муниципальное образование со статусом сельского поселения в Пристенском районе Курской области Российской Федерации.
Административный центр — село Черновец.

## История
Статус и границы сельсовета установлены Законом Курской области от 21 октября 2004 года № 48-ЗКО «О муниципальных образованиях Курской области».
Законом Курской области от 26 апреля 2010 года № 26-ЗКО в состав сельсовета включены населённые пункты упразднённых Прилепского и Верхнеплосковского сельсоветов.

## Население
| 2002 | 2010  | 2012  | 2013 | 2014 | 2015 | 2016 |
| ---- | ----- | ----- | ---- | ---- | ---- | ---- |
| 393  | ↗1051 | ↘1013 | ↘991 | ↘973 | ↘949 | ↘934 |
| 2017 | 2018  | 2019  | 2020 | 2021 |      |      |
| ↘927 | ↘920  | ↘902  | ↘886 | ↘836 |      |      |

## Состав сельского поселения
| №  | Населённый пункт | Тип населённого пункта       | Население |
| -- | ---------------- | ---------------------------- | --------- |
| 1  | Верхнеплоское    | деревня                      | ↘192      |
| 2  | Владимировка     | деревня                      | ↘114      |
| 3  | Девятигорье      | хутор                        | ↘6        |
| 4  | Красная Горка    | хутор                        | ↘0        |
| 5  | Малые Сети       | деревня                      | ↘1        |
| 6  | Масловка         | деревня                      | ↘0        |
| 7  | Павловка         | хутор                        | ↘49       |
| 8  | Покровка         | деревня                      | ↘41       |
| 9  | Прилепы          | деревня                      | ↘189      |
| 10 | Прудки           | хутор                        | ↘19       |
| 11 | Троицкое         | село                         | ↘109      |
| 12 | Черновец         | село, административный центр | ↘331      |